# Horst Siegl
Horst Siegl (* 15. února 1969, Ostrov) je bývalý český fotbalový útočník a reprezentant České republiky německé národnosti. Působil i jako asistent trenéra Jozefa Chovance v ŠK Slovan Bratislava (od října 2014 do začátku dubna 2015).
Patří k nejúspěšnějším střelcům historie nejvyšší české ligy, je čtyřnásobným králem střelců české ligy 1993/94, 1996/1997, 1997/1998, 1998/1999. Ve své kariéře nastřílel 176 ligových gólů a 7 reprezentačních. Do 31. března 2014 byl se 133 góly nastřílenými v Gambrinus lize jejím nejlepším kanonýrem, než jej překonal David Lafata. Předtím střílel branky i ve společné československé lize.

## Klubová kariéra
Poslední ligový zápas odehrál 28. srpna 2006 v dresu Mostu proti Teplicím, v něm vstřelil svůj poslední, 176. ligový gól. Přestože byl čtyři dny poté oficiálně představen ve funkci asistenta trenéra na Letné (v této funkci vydržel do roku 2008), fotbal hrál dál (již ne na profesionální úrovni). Od roku 2007 hrál za divizní celek klubu SK Marila Votice, odkud později odešel do celku FK Chmel Blšany.
Horst Siegl působil v těchto klubech:
- 1978–1987 Slavia Karlovy Vary
- 1987–1989 AC Sparta Praha
- 1989–1990 RH Cheb
- 1990–2001 AC Sparta Praha
- 1996 1. FC Kaiserslautern (hostování)
- 2001–2003 FK Marila Příbram
- 2003–2004 FC Viktoria Plzeň
- 2005–2006 FK Siad Most
- konec profesionální kariéry
- 2007–2009 SK Marila Votice
- od 2009 FK Chmel Blšany

## Reprezentační kariéra
V reprezentaci odehrál Horst Siegl celkem 23 utkání, z toho 4 v dresu Československa a 19 za samostatnou Českou republiku.
Bilance Horsta Siegla:
- za Československo: 4 zápasy, 3 remízy, 1 prohra, 0 vstřelených gólů.
- za Českou republiku: 19 zápasů, 10 výher, 5 remíz, 4 proher, 7 vstřelených gólů.

### Československo
Horst Siegl debutoval v reprezentaci Československa 25. března 1992 na Strahově v přátelském utkání proti Anglii, když nastoupil v 88. minutě na hřiště za Ivo Knoflíčka. Utkání skončilo remízou 2:2.

### Česká republika
23. února 1994 absolvoval Horst Siegl první zápas samostatné české seniorské reprezentace proti Turecku. Toto přátelské utkání český celek vyhrál v Istanbulu 4:1. Siegl se v tomto utkání dvakrát gólově prosadil.
Střelecky nejvydařenější zápas v české reprezentaci odehrál 6. září 1994 v domácím kvalifikačním utkání proti Maltě, vsítil celkem 3 góly v rozmezí 34. a 77. minuty (utkání skončilo jasným vítězstvím českého týmu 6:1).
Zúčastnil se Konfederačního poháru FIFA v roce 1997, kde Česká republika obsadila 3. místo a také Kirin Cupu v roce 1998, který ČR vyhrála.

### Reprezentační góly a zápasy
| Rok    | Zápasy | Góly |
| ------ | ------ | ---- |
| 1992   | 4      | 0    |
| Celkem | 4      | 0    |

| Rok    | Zápasy | Góly |
| ------ | ------ | ---- |
| 1994   | 6      | 5    |
| 1995   | 4      | 0    |
| 1997   | 6      | 2    |
| 1998   | 3      | 0    |
| Celkem | 19     | 7    |

Góly Horsta Siegla za reprezentační A-mužstvo České republiky 
| Gól | Datum        | Stadion                                    | Soupeř    | Skóre (min.) | Výsledek | Soutěž                       | Gól         |
| --- | ------------ | ------------------------------------------ | --------- | ------------ | -------- | ---------------------------- | ----------- |
| 010 | 023. 2. 1994 | Inönü, Istanbul, Turecko                   | Turecko   | 01:3 0(58.)  | 1:4      | přátelské utkání             | padl ze hry |
| 02  | 023. 2. 1994 | Inönü, Istanbul, Turecko                   | Turecko   | 01:4 0(65.)  | 1:4      | přátelské utkání             | padl ze hry |
| 03  | 06. 9. 1994  | Bazaly, Ostrava                            | Malta     | 03:00 (34.)  | 6:1      | Kvalifikace na EURO 1996     | padl ze hry |
| 04  | 06. 9. 1994  | Bazaly, Ostrava                            | Malta     | 04:00 (60.)  | 6:1      | Kvalifikace na EURO 1996     | padl ze hry |
| 05  | 06. 9. 1994  | Bazaly, Ostrava                            | Malta     | 05:10 (77.)  | 6:1      | Kvalifikace na EURO 1996     | padl ze hry |
| 06  | 11. 10. 1997 | Letná, Praha                               | Slovensko | 02:00 (70.)  | 3:0      | Kvalifikace na MS 1998       | padl ze hry |
| 07  | 15. 12. 1997 | Stadion Krále Fahda, Rijád, Saúdská Arábie | Uruguay   | 01:20 (90.)  | 1:2      | Konfederační pohár FIFA 1997 | padl ze hry |

## Soukromý život
Je také členem týmu Real TOP Praha, v jehož dresu se zúčastňuje charitativních zápasů a akcí. Jeho synem je Horst Siegl mladší, s nímž strávil konec své kariéry v klubu FK Chmel Blšany.